# Hà Văn Khoát
Hà Văn Khoát (sinh năm 1955), người Tày, là đại biểu Quốc hội Việt Nam khóa XIII, thuộc đoàn đại biểu Bắc Kạn.

## Tiểu sử
Ngày sinh: 20/1/1955
Giới tính: Nam
Dân tộc: Tày
Tôn giáo: Không
Quê quán: Xã Phương Viên, huyện Chợ Đồn, Bắc Kạn.
Ngày vào đảng: 25/5/1975

## Giáo dục
Trình độ chính trị: Cử nhân chính trị
Trình độ chuyên môn: Đại học Cảnh sát

## Sự nghiệp
Ông từng phục vụ trong ngành Công an, quân hàm Thiếu tướng, giữ chức Giám đốc Công an tỉnh Bắc Cạn. Sau đó ông được bầu làm Chủ tịch Ủy ban nhân dân tỉnh, Bí thư Tỉnh ủy, Chủ tịch Hội đồng nhân dân tỉnh Bắc Cạn.
Nơi làm việc: Văn phòng Đoàn ĐBQH và HĐND tỉnh Bắc Kạn, tổ 1A, phường Phùng Chí Kiên, thị xã Bắc Kạn, tỉnh Bắc Kạn
Nơi ứng cử: Bắc Kạn
Đại biểu Quốc hội khoá: XI,XIII
Đại biểu chuyên trách: Không
Đại biểu Hội đồng nhân dân: Đại biểu HĐND cấp tỉnh khóa VII, VIII
Phụ chú: Nghỉ hưu từ 01/03/2015 theo Quyết định số 1571-QĐNS/TW ngày 15/12/2014